# جيوفاني ستانشي
جيوفاني ستانشي (1608 - 1675) (بالإيطالية: Giovanni Stanchi)‏ رسام إيطالي في فن الطبيعة الصامتة، كان ناشطا في القرن السابع عشر.

## مسيرته
كان جيوفاني ستانشي، المعروف باسم "Dei Fiori" فنانًا مهتما بفن الطبيعة الصامتة. كان لديه شقيقان أنجيلو ونيكولو ستانشي، وهما رسامان للزهور في دوائر الديكور بالقصور الرومانية، وخاصة في قصر بورغيزي في شامب دي مارس (Champ de Mars) بروما.